# 沃尔夫·比尔曼
沃尔夫·比尔曼（德語：Wolf Biermann，1936年11月15日—）德国歌手、歌曲作家，前东德异议人士。生于德国汉堡，父母为共产党员。父亲为犹太人，在比尔曼襁褓中时即被纳粹德国在奥斯维辛杀害。1953年，17岁的比尔曼从西德前往东德以实现共产主义理想，并进入德国柏林洪堡大学学习政治经济学。1957年至1959年在柏林剧团工作。1960年，比尔曼遇到了汉斯·艾斯勒并成为他的学生。 后来比尔曼开始对东德政治感到失望。1976年被东德政府驱逐出境，前往西德。